# Радисты-шифровальщики
Радисты-шифровальщики (англ. code talkers) — связисты, использующие для устной передачи данных код на основе естественных языков.
Наиболее систематически готовились в ходе Первой и Второй мировых войн индейские радисты-шифровальщики, о чём известно в связи со снятием грифа секретности в 1968 году. Они использовали неизвестность своего языка за пределами своих этнических групп, дополнительно заменяя значимые слова на основе официально или неофициально разработанного кода.

Шифровальщики мескваки: Уиллард Санач надевает рюкзак с радиостанцией на Дьюи Молодого Медведя

В популярной культуре наиболее известны радисты-шифровальщики навахо, специально набранные и подготовленные морской пехотой Армии США для боевых действий против Японии на тихоокеанском театре военных действий во время Второй мировой войны. Они численно превосходили остальных шифровальщиков. Им посвящён фильм «Говорящие с ветром».
Также известны шифровальщики-радисты из индейских племён чероки, чоктау, команчей, хопи, сиу (носителей разных языков сиу) и других племён. После выхода в свет фильма участие в войне шифровальщиков, использовавших родные для них языки индейцев, получил широкую огласку, и выяснилось, что (по текущей официальной версии США) в настоящее время продолжает существовать 18 племён из тех, которые поставляли связистов-шифровальщиков для Армии. Аналогичным образом Армией США использовались баски.

## Использованиеязыка чероки
Первый известный случай использования языка индейцев армией США для передачи сообщений в ходе боя имел место в ходе Второй битвы на Сомме в сентябре 1918 года во время Первой мировой войны. Здесь в составе 30-й пехотной дивизии США, действующей в координации с британскими войсками и под британским командованием, находилось несколько отрядов индейцев чероки.

## Использованиеязыка чокто
В конце Первой мировой войны капитан Лоуренс (Армия США) услышал, как его солдаты Соломон Луис и Митчелл Бобб разговаривают друг с другом на чокто. Спросив их, он узнал, что в одном батальоне у него 8 носителей языка чокто. В результате его исследования в 36-й пехотной дивизии США для шифрования сообщений было подготовлено 14 связистов-чокто. Они помогли экспедиционным войскам США выиграть ряд боёв в ходе Мюс-Аргонской кампании во Франции. Эта кампания была одной из завершающих в победе над Германией. В течение суток после того, как язык чокто стал использоваться в боевых условиях, в боевых действиях произошёл поворот не в пользу войск Германии, а менее чем через трое суток войска Союзников преследовали отступающие немецкие войска.

## Использованиеязыка команчей
Адольф Гитлер, любитель вестернов Карла Мая, не обошёл вниманием использование индейских языков в течение Первой мировой войны. Однако, в связи с тем, что языков и диалектов было слишком много, это не сыграло никакой роли в войне. Зная об этом, американское командование не полагалось исключительно на индейцев-связистов на европейском театре военных действий. Тем не менее, в операциях в Нормандии принимало участие 14 связистов-команчей.

## Использование языкасок-фокс (мескваки)
В январе 1941 в Армию США добровольно вступило двадцать семь индейцев племени фокс (16 % индейцев этого племени в штате Айова). В Северной Африке они пользовались родным языком в радиопереговорах.

## Использованиеязыка навахо
Сын миссионера Филип Джонсон, выросший в резервации индейцев навахо, предложил использовать их язык в радиопереговорах. У языка навахо не было письменности, алфавита, не существовало никаких руководств и не велась научная работа по его изучению. Всего лишь 30 неиндейцев говорили на нём свободно. Идея была одобрена, был разработан код для радиопереговоров и свыше сотни радистов-навахо участвовали в боевых действиях с Японией на Тихом океане. Они также участвовали в Корейской войне, и кратковременно во Вьетнамской войне.

## Использованиебаскского языка
В мае 1942 года на встрече 60 морских пехотинцев баскского происхождения в районе Сан-Франциско была выдвинута идея использования в радиопереговорах баскского языка.
Предложение было встречено командованием с осторожностью, поскольку на контролируемых Японией территориях жили лица, владевшие языком: в Хиросиме проживало 35 баскских иезуитов, в Китае, Филиппинах и других частях Азии жили баски, некоторые из которых были сторонниками режима Франко.
По этой причине, баскские радисты-шифровальщики не применялись в этих районах, и первоначально использовались на Гавайях и в Австралии для передачи второстепенной информации. 1 августа 1942 года на баскском языке было передано предупреждение о начале Операции Яблоко против японцев на Соломоновых островах, а также сообщение о дате начала операции на Гуадалканале (7 августа).
По мере расширения театра военных действий обнаружилась нехватка басков-радистов, поэтому более перспективным было признано использование в этих целях индейцев навахо.

## Криптографические достоинства
В то время, как искусственно созданный шифр, изменяющий сообщения на известном языке, может быть однократно расшифрован противником, обеспечивая понятность дальнейшей коммуникации, понимание шифра на основе естественного языка требует языковых навыков, которые приобретаются в течение значительного времени.
При трансляции значительно падает вероятность вмешательства врага с ложными сообщениями, поскольку даже при известности языка и неиспользовании радистами кодовых замен слов фонетику индейских языков тому, кто выучил язык в зрелом возрасте, почти невозможно воспроизвести без акцента.

## В популярной культуре
Наиболее известный фильм, посвящённый роли шифрования в условиях боевых действий — «Говорящие с ветром» (англ. Windtalkers), где художественный сюжет развивается вокруг судьбы радистов-шифровальщиков, передающих сообщения на языке навахо в битве за Сайпан. Это фильм 2002 года режиссёра Джона Ву, получивший известность во многом благодаря участию актёра Николаса Кейджа в главной роли (он играет морского пехотинца, который обязан уничтожить шифровальщика в случае угрозы его захвата врагом).